# Agrokipiá
Agrokipiá är en ort i Cypern.   Den ligger i distriktet Eparchía Lefkosías, i den centrala delen av landet, 24 km sydväst om huvudstaden Nicosia. Agrokipiá ligger 389 meter över havet och antalet invånare är 450. Den ligger på ön Cypern.
Terrängen runt Agrokipiá är platt åt nordost, men åt sydväst är den kuperad. Terrängen runt Agrokipiá sluttar norrut.Trakten runt Agrokipiá är ganska tätbefolkad, med 60 invånare per kvadratkilometer. Närmaste större samhälle är Tséri, 15,4 km öster om Agrokipiá. Trakten runt Agrokipiá är i huvudsak ett öppet busklandskap.
Årsmedeltemperaturen i trakten är 20 °C. Den varmaste månaden är juli, då medeltemperaturen är 33 °C, och den kallaste är januari, med 8 °C. Genomsnittlig årsnederbörd är 510 millimeter. Den regnigaste månaden är december, med i genomsnitt 112 mm nederbörd, och den torraste är augusti, med 1 mm nederbörd.